# Suzaku (mitologia)

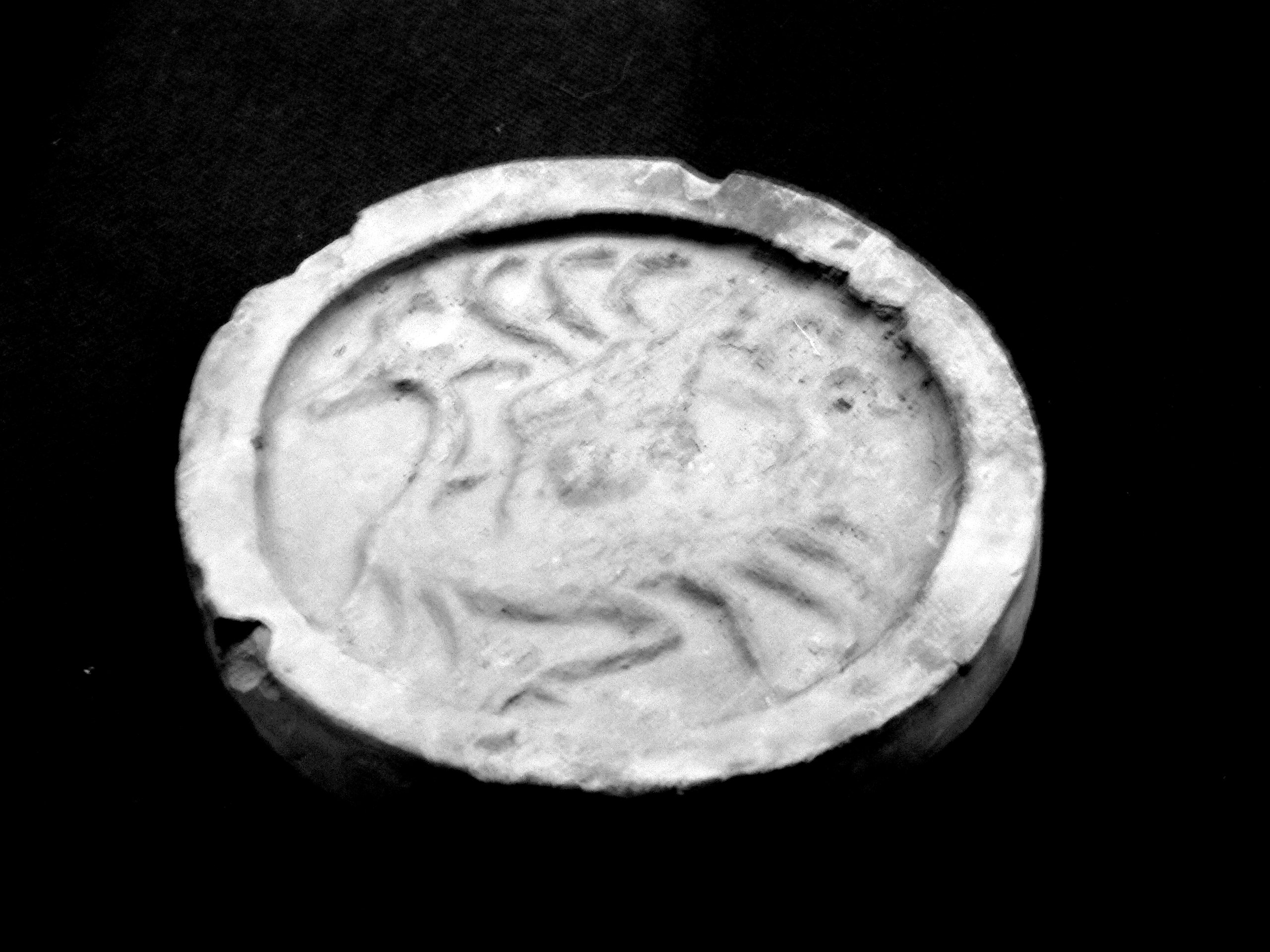
Suzaku

Suzaku és la paraula japonesa que es fa servir per designar un dels quatre monstres divins de la mitologia japonesa, representats als quatre punts cardinals. Suzaku representa el sud i la seva aparença és la d'un Fénix Vermelló, que a la vegada representa l'element del foc. Suzaku/Zhuque forma part d'un dels quatre símbols de les constel·lacions xineses.
És un dels Guardians del cel de les constel·lacions xineses. Segons Wu Xing, el sistema dels cinc elements taoístes, representa l'element de foc, la direcció sud, i la temporada d'estiu corresponent. Per tant, a vegades es diu 南方朱雀 ocell vermell del Sud (Xinès: Es descriu com un ocell vermell que s'assembla a un faisà amb un plomatge de cinc colors i està permanentment cobert de flames. Es coneix com a Suzaku en japonès, Jujak en coreà i Chu T en vietnamita.
Els xinesos l'anomenaven ocell vermelló. Les constel·lacions xineses eren usades pels cartògrafs xinesos, coreans i japonesos.
Sovint es confon amb el Fenghuang a causa de les similituds en l'aparença, però les dues són criatures diferents. El Fenghuang és un llegendari governant d'ocells que està associat amb l'Emperadriu xinesa de la mateixa manera que el drac està associat amb l'Emperador, mentre que l'Ocell Vermell és una criatura espiritual mitològica de les constel·lacions xineses.

## Set mansions de l'Ocell Vermell
Com amb els altres tres Símbols, hi ha set "Mansions" astrològiques (posicions de la Lluna) dins de l'Ocell Vermell. Els noms i les estrelles determinants són:
| Mansió no. | Nom (pinyin) | Traducció                        | Estrella determinativa |
| ---------- | ------------ | -------------------------------- | ---------------------- |
| 22         | 井 (Jǐng)    | Bé                               | μ Gema                 |
| 23         | 鬼 (Guǐ)     | Espectre                         | θ CNC                  |
| 24         | 柳 (Liǔ)     | Constel·lació de l'Hidra Femella | δ Hya                  |
| 25         | 星 (Xīng)    | Star                             | α Hya                  |
| 26         | 張 (Zhāng)   | Constel·lació de l'Hidra Femella | υ¹ Hya                 |
| 27         | 翼 (Yì)      | Ales                             | α Crt                  |
| 28         | 軫 (Zhěn)    | Carro                            | γ Crv                  |

## Naturalesa del símbol

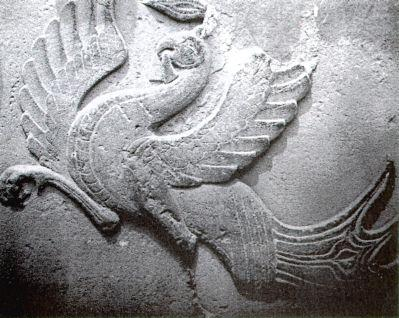
L'ocell Vermell a les portes d'un complex de mausoleu de la dinastia Han

L'ocell Vermell és elegant i noble en aparença i comportament, amb plomes en molts tons diferents de Vermell. És molt selectiu amb el que menja i en el que penjador.

## Altres criatures divines
Els tres altres animals que representen els altres tres elements, estacions de l'any i punts cardinals restants, cadascun d'un color característic, són:
- Byakko, és un tigre blanc que representa a l'oest, la tardor i a l'element de l'aire.
- Seiryu, és un drac blau que representa a l'est i a l'element de l'aigua. A la mitologia xinesa és la primavera.
- Genbu, és una alternació entre tortuga i serp, de color negre, representa el nord i l'hivern i el seu element és el de la terra.

## Aparicions i mencions

### En la cultura popular
- En el joc mòbil Puzzle &amp; Dragons, l'ocell vermell és representat com una bella dona alada semblant al fènix que exerceix el poder de les flames, coneguda com l'"Encarnació de Suzaku, Leilan".
- A la sèrie Beyblade, l'ocell vermell s'anomena Dranzer.
- A B-Daman Fireblast, el protagonista principal del B-daman de Kamon Godai es diu Drive Garuburn, l'animal B del qual és l'ocell vermell del sud.
- A la sèrie Fushigi Yûgi, el viatge de Miaka Yūki a l'univers dels quatre déus implica que es converteixi en la sacerdotessa de Suzaku. El déu es mostra com un ocell durant la majoria de les sèries, amb només els últims episodis que el mostren de forma alada i humanoide.
- Al videojoc Final Fantasy Type-0, l'ocell vermell és el nom d'un dels quatre Cristalls d'Oriència, que representa el Dominion of Rubrum.
- Al videojoc Final Fantasy XI, Suzaku és un dels "déus" de Tu'Lia, la zona final del joc introduïda a l'expansió "Rise of the Zilart".
- Al videojoc Final Fantasy XIV, Suzaku és un dels auspicis introduïts en la segona expansió del joc, Stormblood.
- A la pel·lícula Gamera 3: La venjança de l'iris, se suggereix que el monstre Iris és l'ocell vermell.
- A Inuyasha, Suzaku és un dels ninjas dimonis amb veu de Toth.
- A la sèrie Yu Yu Hakusho, Suzaku és representat en forma humanoide com a líder del grup Underworld The Four Beasts.
- A la sèrie d'anime Sunrise Code Geass, un personatge es diu Suzaku Kururugi .
- Al videojoc Nioh, hi ha un fènix guardià de l'esperit anomenat Suzaku que ressuscitarà els jugadors a la mort activant l'arma viva. Un cop s'acaba l'arma viva, el jugador torna amb un punt d'èxit.
- A Tokyo Majin, l'ocell vermell té un vaixell que és un personatge conegut com Marie Claire.
- En kemono Amics, l'ocell vermell s'antropomorfitza juntament amb els altres quatre símbols xinesos.
- A Yami no Matsuei, l'ocell vermell, conegut només com Suzaku, apareix com un shikigami convocat per Asato Tsuzuki
- En l'esdeveniment de l'any nou xinès (Any del gos) de Overwatch, Mercy, un dels herois de suport del joc, té una pell cosmètica basada en l'ocell vermell.
- A World of Warcraft: Boires de Pandaria, l'ocell vermell s'ha utilitzat com a principal inspiració per crear Chi-Ji, la grua vermella.
- A Sekiro, l'actualització a l'eina protèsica Loaded Umbrella, el paraigua Lotus de Suzaku és un escut vermell que protegeix el jugador dels danys causats pel foc.
- A la sèrie de novel·les lleugeres Slash Dog, una de les heroïnes i amant de la protagonista, Suzaku Himejima és una poderosa sacerdotessa sintoista i l'amfitrió de l'ocell vermell.
- A Mobile Legends: Bang Bang, un dels herois que representa en gran manera el símbol de Vermilion Bird va rebre el nom de Ling.
- A Xenoblade Chronicles 2, hi ha una fulla d'ocell antropomòrfica anomenada Suzaku, Roc a la localització anglesa.
- A Fire Emblem: Three Houses, un dels quatre sants, Macuil, adopta la forma d'un drac semblant a un ocell que representa l'ocell vermell.
- A Yakuza 4, els quatre personatges que es poden jugar estan representats pels Quatre Símbols xinesos, amb l'ocell vermell que representa Shun Akiyama.

### Ciència
- Suzaku, també anomenat Astro-EII, va ser un satèl·lit japonès-estatunidenc dissenyat per observar fonts de raigs X celestes. Suzaku estava equipat amb instruments de raigs X per estudiar els plasmes calents que es produeixen als cúmuls estel·lars, al voltant dels forats negres i en altres regions. Entre els descobriments de Suzaku hi havia una estrella nana blanca que emet polsos de raigs X com un púlsar i evidència que els raigs còsmics són accelerats pels camps magnètics en les restes de supernoves.[8]